# سیارک ۱۰۳۱۶
سیارک ۱۰۳۱۶ (به انگلیسی: 10316 Williamturner، نامگذاری:1990SF9) ده هزار و سیصد و شانزدهمین سیارک کشف شده‌است که در ۲۲ سپتامبر ۱۹۹۰ کشف شد.
قدر مطلق سیارک برابر ۱۲٫۵۰ است.